# Gamepad Compilation Vol. 2.0
Gamepad Compilation Volume 2.0, pubblicata il 30 gennaio 2009, è il secondo volume della doppia raccolta di musica italodance mixata dall'ex gruppo musicale italiano dell'emittente radiofonica m2o: Tarquini & Prevale.
L'album è legato all'omonimo programma radiofonico nazionale di m2o condotto dal gruppo fino al 2010, anno in cui si sciolse. È stata pubblicata dall'etichetta discografica di Asti Bit Records, distribuita in formato digitale in tutto il mondo tramite i principali digital store e in tutta Italia, in edicola e nei negozi di dischi da Self Distribuzione.

## Tracce

### CD 1
Edizioni musicali Bit Records.
1. Tarquini & Prevale Vs. Vodka – Gamepad (Intro)
2. Fabio Amoroso – Elektro Skin (Andromeda Rework)
3. DJ Power – Passion (Dance Folk Remix)
4. Khandram – Anantapur
5. Overland – Mon Train Qui Part (feat. Kimmy) (Original)
6. MJ – Let's Fly (feat. DJ Tao)
7. Tarquini & Prevale – My Life Is In The Air (feat. DJ Power)
8. ADL – Your Passion (Original)
9. DJ Gio Vs. Orchestral – I'm Calling For Your Love
10. Luca Zeta – Over The Clouds
11. UnderWorld – My Sunshine (feat. Sky) (Original)
12. Federosso – Together (Red Maranzando Mix)
13. Vodka – Scratch
14. Tarquini & Prevale – Lovetime (feat. Made In Italy)
15. Pepita – Tell Me Baby (Dark Project Concept)
16. Basic Position – Kiss Me
17. Sandbox – Do It Again
18. The Produxer – Discover (feat. Stefano Scolaro)
19. Emyott – Someway Someday
20. Tab – Sexy Dream (Sperimental Version)
21. Mallory – La Neige
22. Ana – Inside My Mind (DJ Mauro Vay GF Remix)

### CD 2
Edizioni musicali Bit Records.
1. The Young Punx – Mashitup (Original Version)
2. Fabio Amoroso – For A Ride (Manuel Costa Mix)
3. Veroni – What I Want (Giuseppe Battaglia Club Mix)
4. Dom Sellect – Calling You (Gel Studio Mix)
5. Manu Pleasure – It's Saturday (Electro Version)
6. Max Leoni – Talk To Me Tonight (feat. The Mask)
7. X-Code – Mamma Posso
8. Raylway – Locomotive (MSK 3.0 Mix)
9. Tarquini & Prevale – Game Pad (feat. Vodka) (Extended Mix)
10. Ass2Ass – Aspetta Solo Un Momento (Extended Mix)
11. Strip Poker – Kiss Me All Over (DJ Mauro Vay GF Remix)
12. MB Band – Your Love (Main Mix)
13. Azora – Iluzii
14. The Produxer – Misunderstanding (feat. Beppe Giampà)
15. Vodka – The Party Is Coming (Original)
16. DJ Ginger Vs. Evil Minded Meets Joshua Il Dalaylama – Danger (Original Mix)